# 江油未成年人欺凌事件
2025年7月22日，中华人民共和国四川省江油市发生未成年人欺凌案，一名14岁女中学生被另外三名女中学生辱骂、威胁和殴打，相关视频其后被上传至网络后旋即引发公愤。8月4日，江油市公安局公布案情及处置情况，但民众既质疑警方给出的受害者“轻微伤”鉴定，也不满警方对施暴者处置过轻。当天，江油市爆发大规模示威，引发警民冲突，多人被捕。

## 背景
自2020年代以来，中国已有多起校园欺凌事件掀起舆论风波。2025年1月初，陕西蒲城一名17岁男学生与室友发生冲突后从学校宿舍坠亡，家长质疑校方设法掩盖真相，引发民愤与大规模抗议，多人被捕。。江油示威爆发同日（8月4日），辽宁沈阳有女中学生的父亲向媒体反映，其17岁女儿早在4月便被多名外校学生围殴，施暴者多个月来一直将欺凌视频放在网上售卖，并直播分享打人经历，炫耀自己“未满14岁不予处罚”，引发舆论哗然。此前，2023年12月河南宁陵初中生坠楼事件也被质疑涉及校园欺凌，但官方排除刑事案件的可能，引发上万民众上街抗议。
为遏制校园欺凌事件，中华人民共和国教育部于2021年印发《防范中小学生欺凌专项治理行动工作方案》，要求各地教育部门摸排死角，杜绝校园欺凌的发生。此外，全国人大常委会于2025年6月修订《治安管理处罚法》中涉及未成年人的法条，14至16周岁、16至18周岁初次违反治安管理的未成年人的处罚从现行“不执行行政拘留处罚”，更改为“管理但情节严重、影响恶劣的”“一年以内二次以上违反治安管理的”，“可依法执行拘留”。此外，新法规定，对以殴打、侮辱、恐吓等方式实施学生欺凌的人员，公安机关应当依法处理；同时，学校不按规定报告或者处置严重学生欺凌或者其他侵害未成年学生的犯罪的，责令改正，并责成有关部门对责任人员依法予以处分。修订后的法条自2026年1月1日起施行。

## 过程

### 欺凌案情
2025年7月22日15时许，在江油市一座废弃楼房内，受害者（14岁赖姓女子）被三名施暴者（15岁刘姓女子、13岁刘姓女子和14岁彭姓女子）持续辱骂、威胁和殴打。三人先逼她脱衣靠墙站立，再对其拿长棍抽打、扯头发、轮番掌掴，最后又强迫受害者下跪，并踢踹其背部。
除三名施暴者外，施暴方亦有同行人员在现场围观并拍摄视频。其上传至网络的视频显示，当受害者称父亲将会报警时，有施暴者称：“你觉得我们怕你吗？又不是没进去（派出所）过。”另一位施暴者则声称：“都进去（派出所）十多次了，莫得20分钟就出来了。”根据网民对相关视频的截图，整个欺凌过程大致持续了4个小时。
欺凌过程的视频自8月2日开始便在网络流传，广受民众关注。该视频也引发舆论对未成年人犯罪处理制度的不满。

### 各方回应
受害者（14岁赖姓女子）的父母早在7月22日晚便已报警。据德国之声报道，此后受害者父母亦多次去学校维权，但直至8月2日，施暴者才被传唤到案。
在警方发布通报前，一名自称“受害者表姐”的网民表示，施暴者曾多次对受害者进行社交孤立与校园霸凌，甚至“用她的钱做美甲”；并在案发当天威胁受害者“如果不出来就去家里打她”，且在施暴后卖掉她的手机 。还有一名自称“受害者小学同学”的网民表示，一位施暴者为女孩的同班同学，另一位施暴者为该网友的同班同学，但“好像都没念书了，都休学回家了”。
受害者亲属在江西广播电视台栏目《热度新闻》采访中证实，受害者长期遭受校园欺凌，数次被涉案女子欺辱。对于网传“霸凌的直接原因与受害者的聋哑人母亲有关”，受害者家属回应称，受害者的母亲确属聋哑人，但无从证实其是否为事件主因。报导指，受害者家属强烈要求当局公平公正地处理此事，施暴者家属必须出面道歉，为孩子讨回公道。
8月4日上午，江油市公安局发布警情通报，并公开案件的调查结果及处置措施。通报称，案件起因为15岁刘姓女子与受害者“发生矛盾”，而受害者被殴打后，头皮、双膝等多处挫伤，经鉴定为“轻微伤”。通报还称：警方已对受害人及家属进行及时慰问与心理疏导，15岁刘姓女子与14岁彭姓女子亦被治安处罚。通报结尾处，警方呼吁“为避免给受害人及其家属造成二次伤害，请勿传播相关视频信息”。
同日下午，江油警方回应《齐鲁晚报》，证实受害人的手机被施暴者抢走，表示该手机已被交还至派出所进行勘驗。警方同时披露称：依《治安管理处罚法》相关规定，15岁刘姓女子被处行政拘留十三日，并处罚金一千元；14岁彭姓女子被处行政拘留十日，并处罚金八百元，上述二人还将被送往专门学校接受矫治教育。而13岁刘姓女子及其余围观人员则接受警方的“批评教育”，她们的监护人亦被警方责令“严加管教”。
警情通报进一步加剧了舆论的不满，部分民众质疑警情通报的受害者“轻微伤”鉴定，并认为警方对施暴者的处罚过轻。江油警方接受澎湃新闻采访称：受害者手机被夺，可按“抢劫罪”定性，而已满14岁的犯人具有承担刑事责任能力；但涉案女子被定性为“寻衅滋事罪”，且她们均不满16岁，故能够不按刑事案件、仅按行政案件处理。当地居民亦称，施暴者在受处罚期间并未接受矫治教育，反倒在外打台球，这引发民众对施暴者背景的揣测。

### 示威冲突
警方于8月4日发布通报后，受害者父母前往江油市人民政府，向一位手持扬声器的官员下跪磕头，请求做主，当时亦有民众围观。期间，受害者的母亲悲痛欲绝，最终昏倒，但官员没有安抚她，反倒不断要求围观者离开，引发民众不满。当天中午，江油市政府举行公开对话，有数百位民众聚集在市政府的会议厅内，向官员抗议。
同日午后，上千位民众聚集在江油市各大主要路口及市政府周边抗議，要求严惩施暴者。不久，多批特警抵达现场，并封锁市政府前方道路，随后开始逮捕示威者，有示威者被装进运送牲畜的卡车带走，但现场仍有部分民众继续示威至深夜。示威民众對著警方高唱中华人民共和国国歌，高喊「還孩子真相」、「嚴懲兇手」、「依法辦案」、「未成年不是打人的擋箭牌」、「团结一致」、「還我民主」、「为人民服务」等口號。示威现场附近的居民向共同社表示，政府对欺凌案的处理令民众愤怒，从而引发抗议。据NBC新闻核实的视频显示，有示威者在路障后方喊道：“你家孩子也会遇到更高官阶人士的孩子，要是你的孩子被欺负了怎么办？”
同日下午6时许，澎湃新闻称网上出现相关视频，显示有人在街上被警察带离，并配文称“校园霸凌者父母被抓”，绵阳市公安局对此回应称，该消息不属实，被带走的是“现场阻塞交通，不听民警劝阻”的人。然而台湾中央廣播電臺的报导形容警方“任意”执法，提到有一位正在送餐的外卖员经过示威现场，旋即被十多名警察拉下车殴打，当外卖员试图向警察解释身份时，某位警察回应：“我管你这么多。”此番殴打致使外卖员的手臂与颈部受伤。
當晚11時半左右，警方突然開始暴力清場，并使用辣椒水、催淚彈、警棍、电击棒等武器強行驅散示威者，雙方爆發武力冲突，有民眾向警察扔雜物反擊。有示威者被警方拖走或者制服，甚至遭受殴打。經法新社查核的影片顯示，抗議現場至少有兩人被一群制服及便衣警察拉開，一名黑衣女子则被抓住四肢拖走。经《南华早报》查核的视频显示，数十位警察试图以路障遏制人群，并在抓捕过程中被民众阻止。《卫报》引述目击者称至少有8人被捕。根据网民上传的视频，8月5日凌晨的江油街头还出现过军用信号干扰車。警民冲突持续到了8月5日凌晨3时左右。
8月5日白天，警察仍在江油街头抓捕民众，共同社亦拍摄到江油警察拦查民众的照片。网络社交媒体博主「李老師不是你老師」稱：当天11时半左右，江油警察衝進某咖啡店抓捕一名婦女，多位民众上前施救，警察便舉起警棍威脅，还有市民稱自己被噴辣椒水。多个媒体亦指出，当日上午的江油仍有大批警察巡邏，且有民眾目擊多輛警車前往江油增援。

## 后续
香港《南华早报》引述事发地附近商店的员工称，江油市政府外的道路在8月5日被封闭；报导还提到，数个网络地图显示，江油市多条道路在8月6日处于封闭状态，但没有说明原因。台湾中央广播电台报导称，江油已于8月6日恢复平静，江油市政府門前的詩仙路東段亦已解封，不过火炮街上仍有警车巡逻。
绵阳市官媒《涪江观察》8月6日报导，称施暴者及其家长已向受害者赔礼道歉，受害者家属则在采访中呼吁网民停止转发霸凌视频，“以免对娃儿造成更多伤害”。
NBC新闻在8月6日致电四川省公安廳发言人，对方不予置评，并提及警方先前的声明。《纽约时报》于8月7日致电江油市政府附近的商户，接听电话的女子表示她对抗议活动一无所知，随后挂断电话。

### 传言与澄清
风波期间，网络上对施暴者父母身份的猜测包括江油市公安局副局长、律师、一级警督、中共江油市委副书记等。8月5日，警方发布辟谣声明称，3名施暴者的父母分別有2人無業、2人在省外務工、1人在本地当售貨員、1人在本地当外卖员。警方还指出，2名散播相关消息的女网民已被行政处罚，其“编造谣言”行为亦「嚴重擾亂社會秩序，造成惡劣社會影響」。警方最后呼吁民众“不造谣、不传谣”，在网络发布言论“必须遵守法律法规”。
8月15日，台湾事实查核中心指出，江油市确有示威冲突，但部分网传的示威视频不实，有5段视频挪用了中国多地的跨年活動影片，另有2段出现“共产党下台”等口号的视频含有后期配音。

### 审查与应对
示威平息后，BBC曾致电当地公安局，被告知「限制外国媒体提问」；接受BBC采访的多位目击者也不愿透露姓名，因為警方要求当地居民不要談論此事。江油市政府附近商店的一名女店员则对《卫报》表示，她无法谈论该事，因为“警察已经给了我们口头警告”。

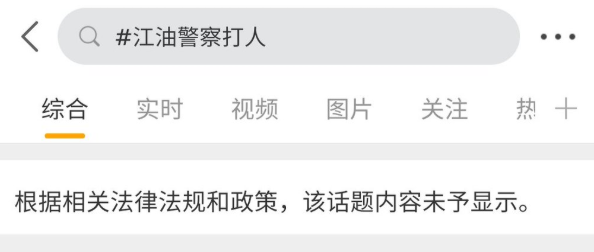
抗議發生後，相關話題的關鍵字迅速被當局封鎖

8月5日，「江油」话题曾登上新浪微博热搜榜的第二名；但在当日上午7时许，该话题于10分钟内迅速跌出热搜榜。在中国大陆，關於這次抗議活動的報導很少，社交媒体上的相关示威影片陆续被刪除，许多官媒的文章也关闭评论区。
面对审查，有中国网民开始使用“酱油”等代稱讨论该事件。部分中国网民通过私聊传播抗议视频，但他们的账号也被列为控管对象。新华社等多个官媒于8月7日直播第十二届世界运动会开幕式期间，有大量网民以留言和弹幕表达不满，官媒随后禁止评论甚至中断直播。
中国传媒研究计划对中国多个AI聊天机器人输入“江油警察打人”的提示语，其中DeepSeek的R1-0528模型一开始输出有关江油示威的信息，但整段回应突然被移除；而智谱的GLM-4.5模型及Kimi的K2模型均回应称无法回答；文心一言回应称该说法不准确，并警告用户不要传播“未经证实的信息”。DeepSeek支持的微博“AI智搜”也对“江油警察”等相关敏感字眼显示“思考中断”。
事发当下的热映电影《南京照相館》讲述了南京大屠杀期间中国平民通过照片胶卷冒险揭露日军暴行的故事，而部分网民则借此讽刺了中国政府暴力执法、封锁消息的行径，并将事件代称为“江油照相馆”。

## 反响与争议
对于舆论质疑警方为何事发十多天后才处置当事人，《涪江观察》于8月6日引述当地警方称，其于案发当天（7月22日）便已接到报案，但为了传唤和通知所有涉案人士、调查取证、委托伤情鉴定等，方延至8月4日作出处置决定。对于警方处罚是否过轻的争议，《涪江观察》引述绵阳市当地律师称，江油警方已在“最重的处罚幅度内”予以处置。对于有施暴女子曾声称自己过往多次进警局但“不到20分钟就出来了”，《涪江观察》引述警方说法，称施暴女子此番说辞是“担心受害人报警，故意夸张吓唬”，并称施暴者中的15岁刘姓女子曾因纠纷而在派出所接受调解。
对于警方的后续回应，《极目新闻》评论文章认为警方处理手法仍待改善，称江油警方在视频和舆论广泛传播后才发布通报，这与过往其他地区的类似事件一样，“处理过程敷衍迟疑，处罚力度避重就轻”，形容其“不闹大不处理、不上网就冷处理”。新加坡《联合早报》评论文章质疑，如果霸凌的视频没有流出，江油警方是否就不会通报事件。
对于欺凌案本身，《大学新闻》认为其反映了弱势家庭儿童的困境，包括后天性格缺陷、缺乏背景支持、父母角色缺席等。人民网评论文章指出，该欺凌案虽发生于校外，“但根子在校内”，学校和家庭都有责任。《澎湃新闻》评论称，要善用法律遏止未成年人欺凌问题，“如果家长不愿管、管不住，司法与社会也可以‘教做人’”。江油市教育和体育局方面向《极目新闻》表示，他们在欺凌事件发生后将更加重视校园欺凌防范工作，并把该工作纳为每个学校的“开学工作重点”。
多家西方媒体认为，江油的示威在中国是“罕见”或“不寻常”的。自由之家異言網研究组长史凯文（Kevin Slaten）指出，抗议活动在中国并不少见，但由于江油事件规模较大，且有影像流传，才引起普遍关注，他还认为江油民众“呼唤民主”的本质是在吁求公正。彭博社报导指，中国不乏因财产或勞資糾紛而起的抗议活动，但江油民众对社会不平等的关切使这场抗议尤为瞩目。
事发后，舆论持续要求中央政府介入调查，以免“地方权贵”进行司法干预；也有人呼吁理性对待未经核实的消息，避免伤及无辜。约翰霍普金斯大学高级国际问题研究院博士Zhuoran Li指出，地方政府在江油事件、天水幼儿铅中毒事件与杭州自来水污染事件中，均通过公开声明否认民众的普遍质疑，但此举只会加深民众的不信任感；如果中央政府仍以“避免引发抗议”作为官员考核标准，地方政府就会倾向于隐瞒信息，实施良政的高透明度政府也不会出现。日本记者中岛惠认为，中国的校园霸凌问题愈发严重，但在江油事件中，民众的愤怒根植于他们对政府的不信任，而随着经济情况恶化与社会动荡加剧，这类现象只会变得不足为奇。
对于中国当局以武力平息事件并限制消息传播，台湾的中央廣播電臺认为当局此举是“民怨爆发的导火索”，象征着地方治理失序和公信力崩溃。美国战略与国际研究中心分析指，地方政府面对民愤时选择压制而非解决问题，原因在于职权范围所限，或舆论令官员承受了过高的政治成本，尤其是江油事件距第十二届世界运动会在四川成都开幕只剩几天。風傳媒专栏作者田畅引述一名四川受访者，称江油事件令四川省的地方官员感到了前所未有的政治压力。
中国维权律师、美國天主教大學访问学者陳光誠指出，由于中国大陆的民众难以向共產专制寻求正义，类似江油事件的抗议行动此起彼伏，只有建立权力制衡的新制度才能解决民众的利益问题。民进党学者洪耀南认为，政府对示威民众的镇压与欺凌女孩的施暴者别无二致，都认为自己拥有免责的特权，惯用暴力解决问题，反映了中国大陆的社会不平等与高度等级化。香港作家颜纯钩认为，江油事件是“近年来规模最大、最激烈的社会事件”，表明了民众对中共的不满已上升至“普遍爆发的临界点”；他还认为，部分示威民众是在借题发挥，趁机宣泄对政府的不满。